# Вараксино (Ярославская область)
Вараксино — деревня Каменниковского сельского поселения Рыбинского района Ярославской области.
Деревня расположена в окружении леса, в центре Каменниковского полуострова на расстоянии около 2 км к северо-востоку от центра сельского поселения посёлка Каменники. Дорога от Каменников к Вараксино проходит через деревню Юркино. На северо-запад от Вараксино стоит посёлок Долгий Мох. Между Вараксино и Каменниками расположены садовые товарищества.
| 2007 | 2010 |
| ---- | ---- |
| 18   | ↘8   |

Почтовое отделение, расположенное в посёлке Каменники, обслуживает в деревне Вараксино 18 домов.